# Eye of the Tiger (film)
Eye of the Tiger är en amerikansk långfilm från 1986 i regi av Richard C. Sarafian, med Gary Busey, Yaphet Kotto, Seymour Cassel och Bert Remsen i rollerna.

## Rollista
| Gary Busey      | – Buck Matthews     |
| Yaphet Kotto    | – J.B. Deveraux     |
| Seymour Cassel  | – Sheriff           |
| Bert Remsen     | – Father Healey     |
| Denise Galik    | – Christie Matthews |
| William Smith   | – Blade             |
| Kimberlin Brown | – Dawn              |
| Judith Barsi    | – Jennifer Matthews |
| Eric Boles      | – Doctor            |
| Joe Brooks      | – Jake              |